# Psittanthura egregia
Psittanthura egregia är en kräftdjursart som beskrevs av Johann-Wolfgang Wägele 1985. Psittanthura egregia ingår i släktet Psittanthura och familjen Leptanthuridae.
Artens utbredningsområde är havet kring Nya Zeeland. Inga underarter finns listade i Catalogue of Life.